# Crotalaria dubia
Crotalaria dubia är en ärtväxtart som beskrevs av Robert Graham. Crotalaria dubia ingår i släktet sunnhampor, och familjen ärtväxter. Inga underarter finns listade i Catalogue of Life.